# Brahim Déby
 (avril 2021).
Si vous disposez d'ouvrages ou d'articles de référence ou si vous connaissez des sites web de qualité traitant du thème abordé ici, merci de compléter l'article en donnant les références utiles à sa vérifiabilité et en les liant à la section « Notes et références ».
Brahim Déby, né le 6 juin 1980 - assassiné le 2 juillet 2007 à Courbevoie, France, est le fils du président tchadien Idriss Déby Itno et de sa première épouse Hadja Halimé Déby. Il exerçait différentes fonctions auprès du pouvoir tchadien.

## Parcours
Diplômé en management de l'université d'Ottawa, il est nommé par son père secrétaire particulier du chef de l'État. Selon certains journalistes, son père le destinait à lui succéder au pouvoir, et Brahim Deby était surnommé le petit président. Il occupe cette fonction plusieurs années durant lesquelles il acquiert à N'Djamena la réputation d'être un homme dangereux, violent et imprévisible. Ainsi, il lui arrive de gifler publiquement des ministres. Il est aussi accusé par la presse d'avoir tué plusieurs personnes avec l'aide de ses gardes du corps à la sortie de discothèques de la capitale. Devant l'ampleur prise par cette situation, son père le rétrograde à un poste de « conseiller à la présidence ». 
Brahim Déby quitte le Tchad en septembre 2005. L'année suivante, il est condamné à six mois de prison avec sursis pour détention d’arme illégale dans une boîte de nuit parisienne et détention de drogue (375 grammes de cannabis et 2 grammes de cocaïne). 
En raison de ses démêlés avec la justice française, son père lui avait interdit de revenir en France et les services diplomatiques et de sécurité français et tchadiens le surveillaient. Celui-ci a pourtant réussi à déjouer les contrôles en juin 2007, et à prendre l'avion dans un pays africain sous une fausse identité pour rejoindre une capitale européenne et ensuite venir à Paris. 
Selon son avocat, il continuait cependant à servir d’intermédiaire entre des hommes d’affaires « intéressés par le pétrole tchadien et la cimenterie » et le pouvoir tchadien.

## Assassinat
Le 2 juillet 2007, son cadavre est retrouvé dans le parking de son immeuble à Courbevoie dans les Hauts-de-Seine. La brigade criminelle de la police judiciaire parisienne est saisie de l'enquête. L'autopsie révèle que Brahim Déby est décédé « par asphyxie, probablement par la poudre d'extincteur avec laquelle il a été aspergé. La plaie découverte sur sa tête paraît sans lien avec le décès.» 
Son corps est rapatrié depuis un aéroport militaire français par un avion mis à disposition par le dirigeant libyen Mouammar Kadhafi, qui s'est également déplacé dans la capitale tchadienne pour présenter ses condoléances tout comme de nombreux autres dirigeants.
Lors des obsèques de Brahim Déby, la famille Déby Itno accuse Hinda Déby et sa famille d'être liés à cet assassinat. Des bagarres éclatent entre les deux familles et Idriss Déby a le plus grand mal depuis à rétablir le calme entre sa famille et sa belle‑famille. 
Le 13 juillet, Idriss Déby accuse l'ancien président Hissène Habré d'être lié à la mort de son fils, affirmant qu'il s'agit d'une vengeance pour la mort de Daotchi Koreido (sœur de Guihini Korey, ex-directeur de la police politique du président Hissène Habré et lié aux mouvements rebelles et cousine de Jean-Louis Vertu, membre important de l'UFDD, lui-même victime d'une tentative d'assassinat fin mai 2007 à Eldjeneina au Darfour par deux agents secrets tchadiens), assassinée le 31 mai 2007 à N'Djamena.
Les avocats de la famille Déby ont depuis infirmé cette déclaration en déclarant que le vol était le seul motif de l'agression. La presse d'opposition tchadienne en doute, se basant sur des propos de certains policiers et alors que la police n'a encore donné aucune explication. Selon la police française, son assassinat n'aurait pas de motivation politique.
Cinq personnes sont mises en examen fin novembre 2008. Lors du procès en 2009, et contre l'évidence, Marius, un ancien légionnaire, a clamé son innocence, affirmant après quinze jours d'audience qu'il était étranger à la mort du fils du président du Tchad. Sans convaincre les jurés de la Cour d'assises des Hauts-de-Seine, il a été condamné à treize ans de réclusion, après huit heures de délibéré et quinze jours de débats. Les jurés l'ont reconnu sur les images de vidéosurveillance du parking du 7, rue Baudin, où vivait Brahim Deby. L'homme de 45 ans imposant, avait été filmé avec un autre costaud équipé d'arme à feu et de gilet pare-balles se jetant sur le fils du président du Tchad pour le dépouiller, à l'aube du 2 juillet 2007. Brahim le fêtard, ostensiblement riche, rentrait de boîte de nuit quand il est tombé dans ce guet‑apens fatal orchestré par Dan Batoua, un loueur de voiture de luxe de 32 ans, qui entendait récupérer l'argent de plusieurs locations de voiture. Marius avait perdu sa montre sur les lieux du crime, avec son empreinte ADN. Son avocat, Fabien Arakelian, a plaidé l'impossible en suggérant que la montre aurait atterri là par « malveillance ». Selon ses complices, c'est lui qui a vidé un extincteur sur Brahim, dans le but de faire disparaître toute trace de l'agression avec de la neige carbonique. Mais la poudre blanche a étouffé la victime. Selon l'accusation, Najebe le sportif s'est jeté sur Brahim, avec Marius. Mais son avocat, Éric Dupond-Moretti, aura convaincu : Najebe est acquitté. 
Dan, l'instigateur de l'agression fatale, est, lui, condamné à douze ans de réclusion. L'avocat général avait requis vingt ans, mais son défenseur, Jean-Yves Liénard, est longuement revenu sur la source du drame. Entre filles et champagne, Deby claquait sa fortune. Aux abois, Dan exigeait de Pierre-Claude, dit PC, un autre « de la nuit », le paiement des Mercedes louées par son intermédiaire au fils du président tchadien. PC, qui fréquentait Brahim, a fait germer dans la tête de Dan l'idée de le dépouiller. Dan a donc fomenté le plan « pour voler » le riche fêtard, mais « dans ses pires cauchemars, n'a jamais imaginé sa mort », a plaidé l'avocat. Jaime, le fidèle ami de Dan, est condamné à neuf ans de prison. « S'il avait été là au moment de l'extincteur, il n'aurait jamais laissé mourir » Brahim, a plaidé son avocat, Michel Hadji. 
PC, qui a livré l'emploi du temps de la victime à Dan, écope de cinq ans d'emprisonnement. 
En juillet 2007, le parquet général de Versailles interjette appel du verdict rendu par la Cour d'assises des Hauts-de-Seine à l'encontre des cinq hommes. Le procès en appel a lieu du 7 janvier 2013 au 18 janvier 2013 à la Cour d'assises de Versailles.